# He Lin
He Lin (em chinês: 何琳, Xangai, 14 de novembro de 1977) é uma famosa atriz da China.

## Biografia
Nascida em Xangai no ano de 1977, He Lin tornou-se em 2005, a primeira asiática e atriz chinesa a vencer o Emmy Internacional de melhor atriz por sua atuação no telefilme Slave Mother, produzido pela CCTV-6. "Slave Mother" descreve como mulheres eram vistas apenas como ferramentas para o parto e mercadorias que poderiam ser trocadas. Um pesquisa informal feita pelo instituto Danwei - uma espécie de IBOPE chines - indicou que o filme não era amplamente conhecido, pelo menos entre o público em Pequim.

## Filmografia
- 1999 - Qian Shou ... Xia Xiaobing
- 2000 - Da Ming Gong Ci ... Lady of Wei State
- 2002 - Qian Wang ... Li Xiangling
- 2003 - Wei nuli de muqin (Slave Mother) ... A mãe de Chun-bao
- 2006 - Ma La Po Xi ... Wu Rui
- 2009 - Jian guo da ye
- 2011 - Cai li fu ... assistente de equipe do Choyleefut
- 2014 - Deng Xiao Ping